# Museo statale di storia dell'Uzbekistan
Il Museo Statale di Storia dell'Uzbekistan, precedentemente conosciuto come il Museo Nazionale del Turkestan, è stato fondato nel 1876 e si trova a Tashkent.

## Il museo
Precedentemente noto come Museo Lenin, il Museo di Storia dell'Uzbekistan è stato recentemente rinnovato e arricchito con più esposizioni. Il museo si apre con una ricca collezione di attrezzi dell'età della pietra dalla cultura delle grotte dell'Uzbekistan. Ma il pezzo forte del museo è un bassorilievo di Buddha in alabastro molto ben conservato trovato da Fayaz Tepe a Termez. Ci sono anche diversi resti di frammenti di teste di Buddha e motivi decorativi provenienti da altri siti intorno a Termez dal I al IV secolo. I pezzi mostrano anche l'evoluzione dell'arte Gandhāra attraverso gli influssi regionali. 
Nella sezione musulmana del museo, vi sono degli editti regali di varie epoche, da Tamerlano fino agli ultimi emiri di Bukhara. Vi è anche una ricca collezione di arte etnica e costumi provenienti dalle diverse parti dell'Uzbekistan. Infine vengono illustrate le conquiste russe dei khanati e degli emirati nella regione e della storia del XX secolo con la rivolta di Andijon.
La sua collezione comprende l'archeologia, la storia, la numismatica e l'etnografia dell'Uzbekistan. Il piano superiore è dedicato all'Uzbekistan moderno e vengono mostrati i progressi economici e industriali del paese.

## Galleria d'immagini

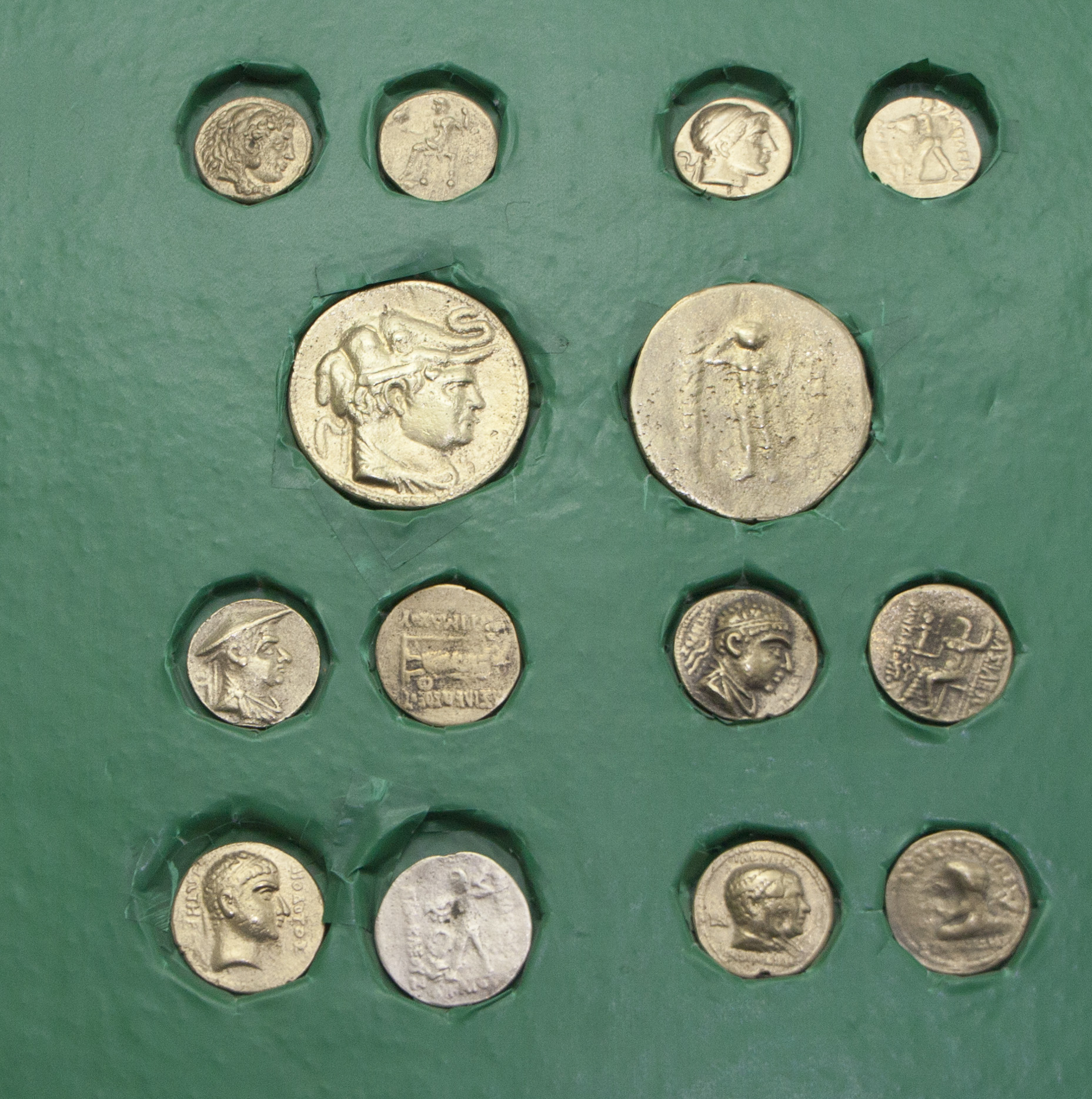
Monete Greco-Battriane
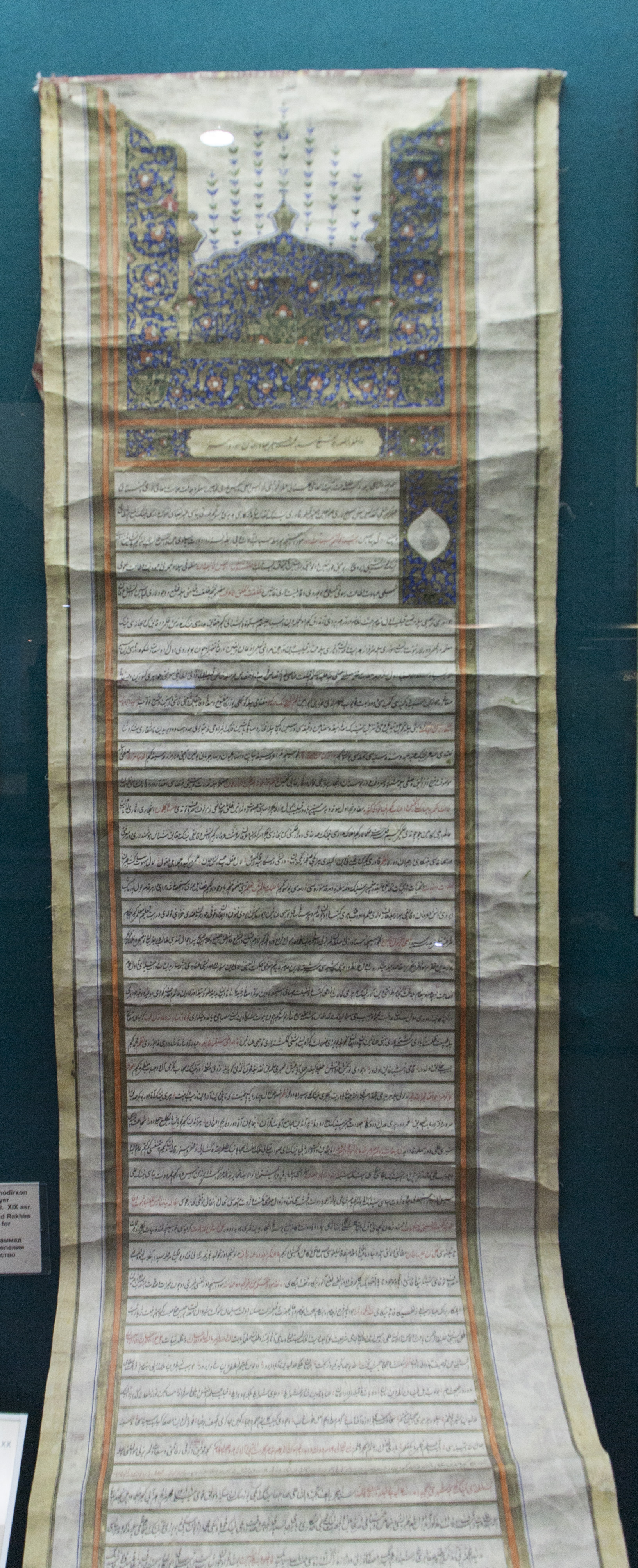
Decreto di Khiva
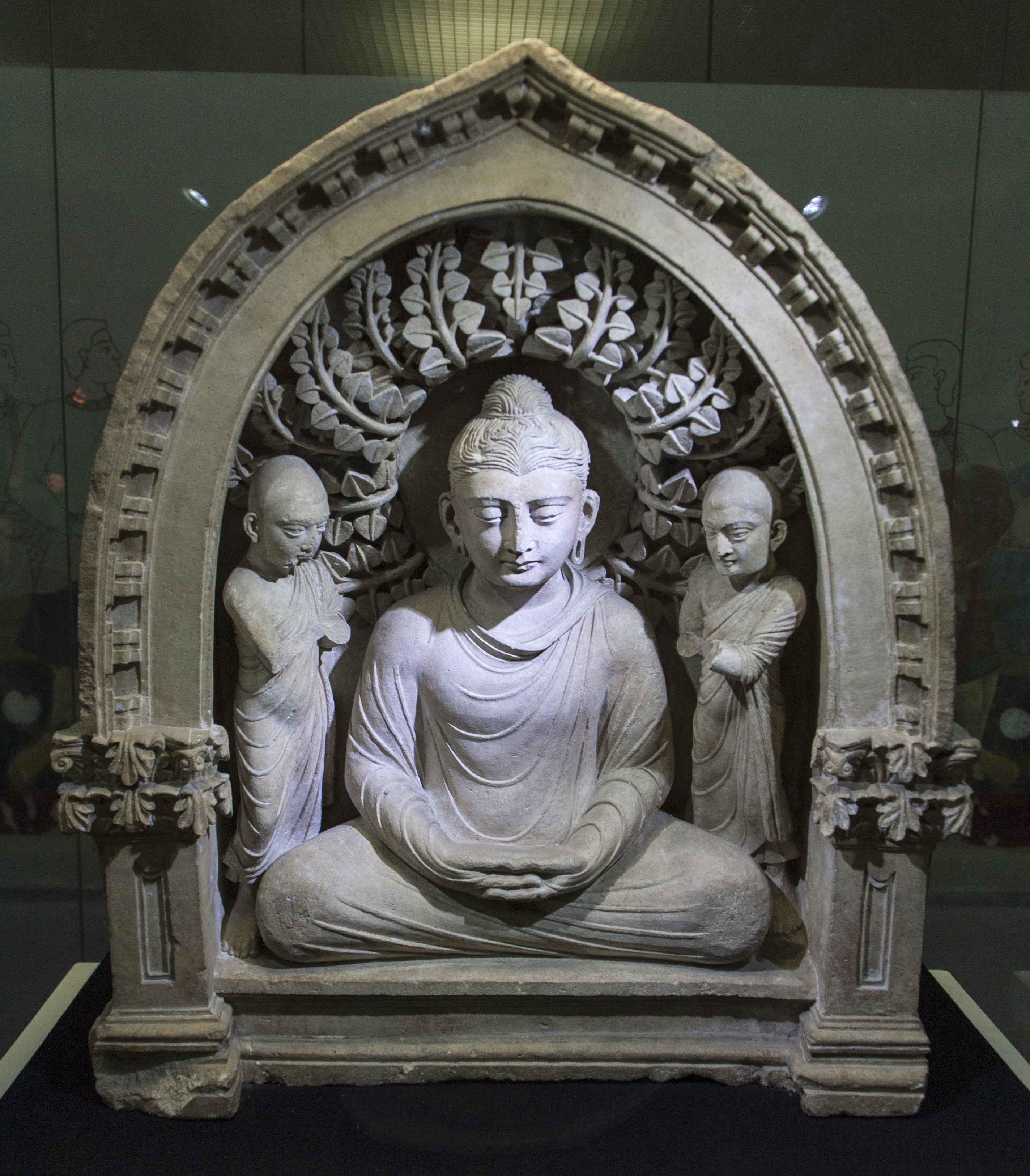
Bassorilievo di Buddha
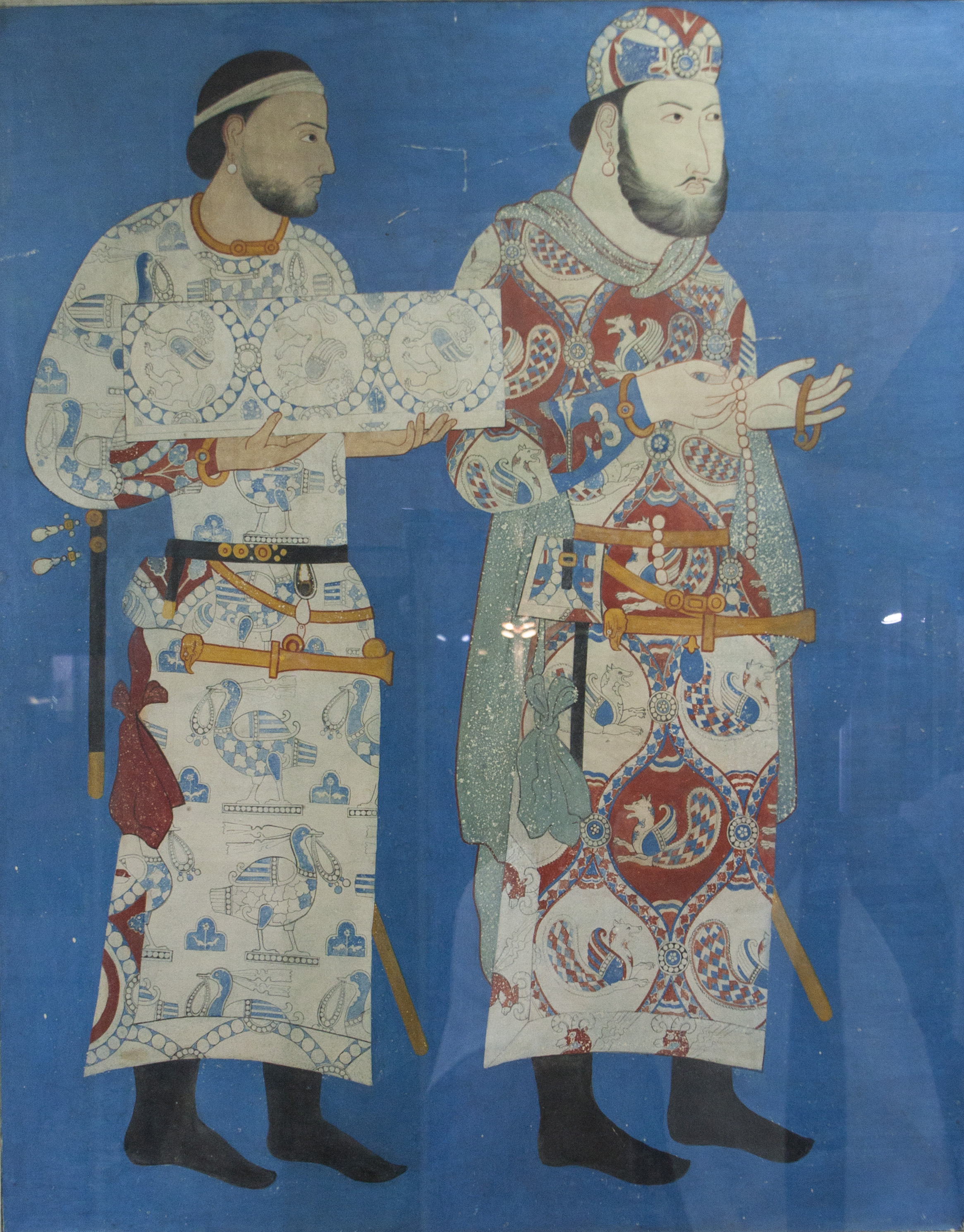
Frammento da Afrosiab
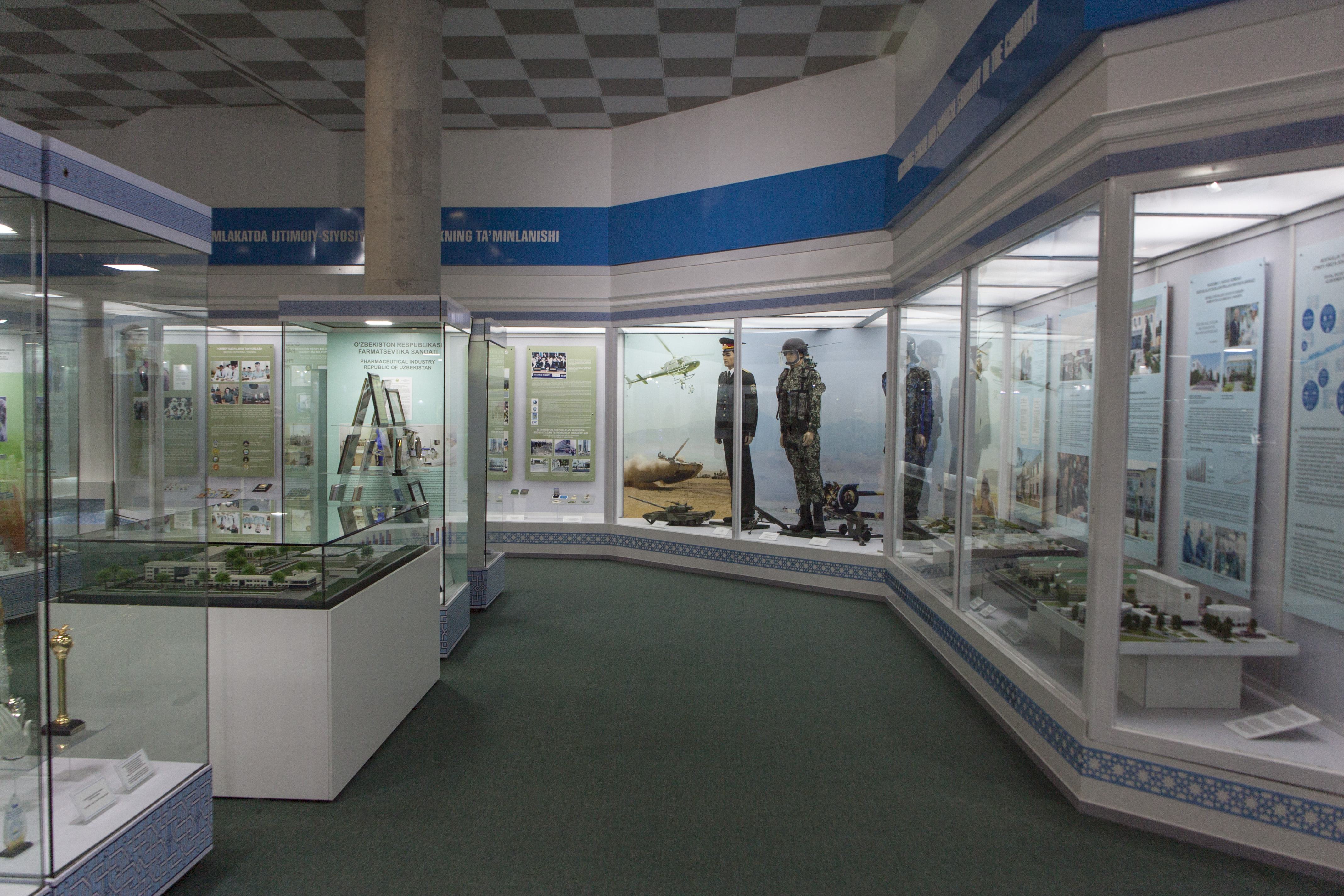
Il piano superiore del museo